# Déchéance du terme
La déchéance du terme est une sanction qui atteint le débiteur en cas de non-paiement des annuités de remboursement de certains prêts, ainsi que le prévoit le droit français et utilisée spécialement en droit bancaire et en droit de la consommation.

## Notion de déchéance du terme
Tout contrat de prêt prévoit les modalités de son remboursement :
- soit le prêt est remboursé à échéances fixes, par exemple x euros ou x dollars par mois, comprenant le principal remboursé et les intérêts contractuels (éventuellement l'assurance bancaire) ;
- soit le prêt est un prêt « in fine », remboursable en une seule fois à la fin d'un certain délai.

La notion de déchéance du terme concerne la première catégorie de prêts, ceux à exécution successive. Elle s'applique lorsque le débiteur n'a pas payé deux échéances successives du prêt. Le contrat prévoit, dans cette hypothèse, que la totalité des sommes restant dues au titre du principal et des intérêts devient alors immédiatement exigible. Le terme, en droit français, étant une date certaine pour la réalisation de telle ou telle action, en cas de non-paiement du prêt, ce terme est supprimé à titre de sanction (« déchéance ») ; le débiteur cesse de bénéficier du contrat de prêt.
La déchéance du prêt entraîne donc la résiliation du contrat de prêt et l'exigibilité immédiate de la totalité des sommes dues. Il s'agit donc d'une sanction sévère pour le débiteur.

## La déchéance du terme en droit français
Elle est prévue par l'article L. 312-39 du code de la consommation qui, dans sa rédaction résultant de l'ordonnance n°2016-131 du 10 février 2016, énonce :
« En cas de défaillance de l'emprunteur, le prêteur peut exiger le remboursement immédiat du capital restant dû, majoré des intérêts échus mais non payés. Jusqu'à la date du règlement effectif, les sommes restant dues produisent les intérêts de retard à un taux égal à celui du prêt.
En outre, le prêteur peut demander à l'emprunteur défaillant une indemnité qui, dépendant de la durée restant à courir du contrat et sans préjudice de l'application de l'article 1231-5 du code civil, est fixée suivant un barème déterminé par décret. »

## La déchéance du terme dans d'autres États

### Droit québécois
En droit québécois, la déchéance du terme est mentionnée aux articles 1514, 1515, 1516, 1748 et 2354 du Code civil du Québec. L'article 1514 dispose notamment que 

« Le débiteur perd le bénéfice du terme s’il devient insolvable, est déclaré failli, ou diminue, par son fait et sans le consentement du créancier, les sûretés qu’il a consenties à ce dernier.
Il perd aussi le bénéfice du terme s’il fait défaut de respecter les conditions en considération desquelles ce bénéfice lui avait été accordé. »